# Леопольд I (король Бельгії)
Леопольд I (16 грудня 1790, Кобург — 10 грудня 1865) — король Бельгії з 1831 до 1865 року.

## Ранні роки
Походив з роду герцогів Саксен-Кобурзьких, третій син великого герцога Франца Саксен-Кобург-Заальфельдського та Августи Ройс-Еберсдорфської.. Прийнятий на російську службу підполковником із зарахуванням до лейб-гвардії Ізмайловського полку 28 березня 1799 року. 1 лютого 1801 року був переведений до лейб-гвардії Кінного полку полковником, 16 травня 1803 року отримав генерал-майорський чин. Брав участь у поході в Австрію 1805 року й перебував в оточенні імператора Олександра I під Аустерліцем. 1807 року брав участь у битвах під Гейльсбергом та Фрідландом. 1808 року супроводжував імператора у поїздці до Ерфурта, 1809 року за наполяганням Наполеона залишив російську службу й повернувся на батьківщину.

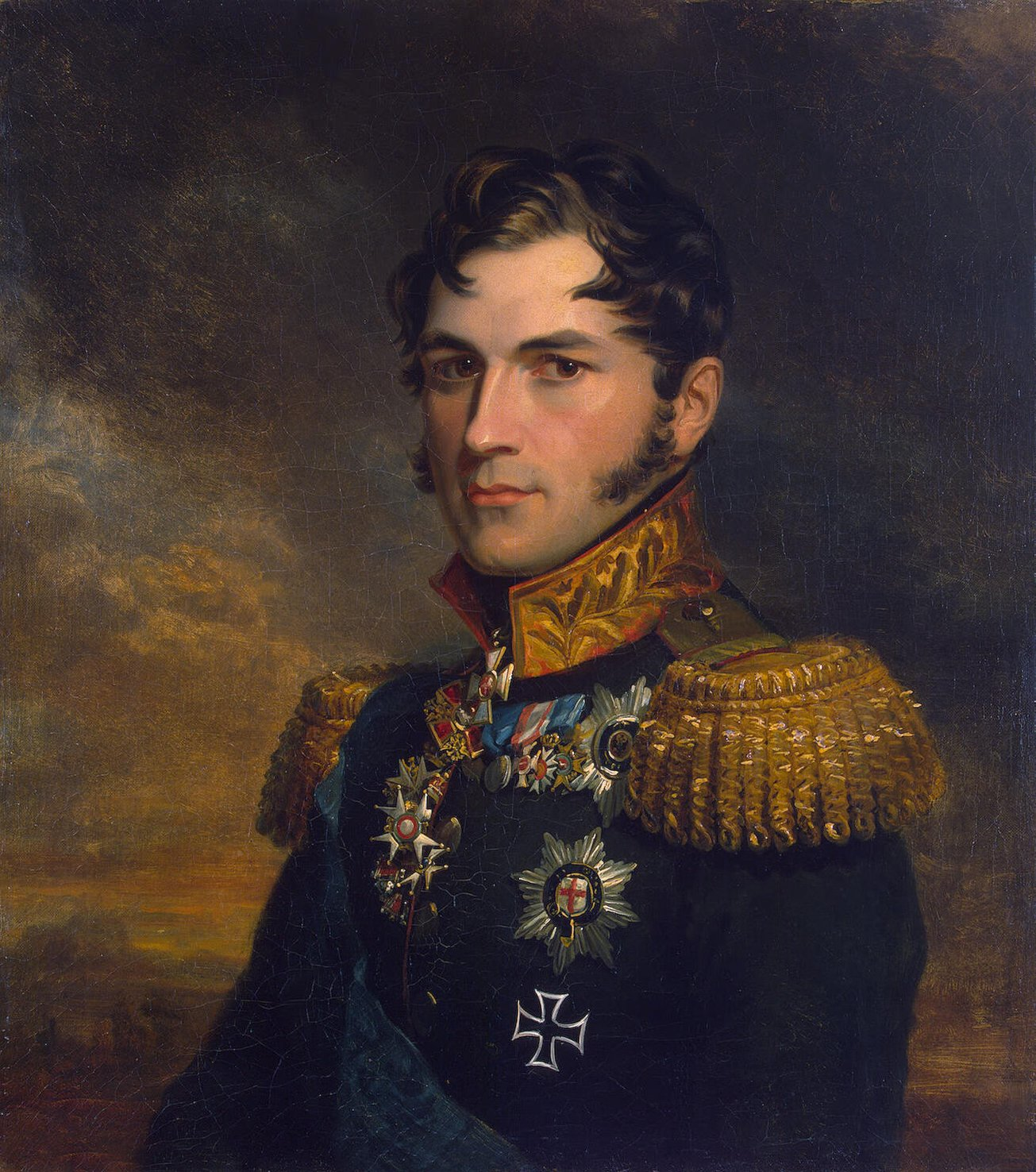
Портрет Леопольда Саксен-Кобурзького
майстерні Джорджа Доу. Воєнна галерея Зимового палацу, Державний Ермітаж (Санкт-Петербург)

1813 року знову вступив до російської армії та був призначений командиром лейб-гвардії Кірасирського полку, з яким відзначився під Кульмом і був 9 вересня 1813 року нагороджений орденом Святого Георгія 4-го класу. За Лейпцизьку битву його нагородили золотою шпагою з алмазами. 1814 року бився під Брієнном, Лаоном, Фер-Шампенуазом та Парижем. 28 жовтня 1814 року отримав звання генерал-лейтенанта, 1 червня 1815 року був призначений командиром 1-ї уланської дивізії.

## Чоловік британської спадкоємиці
31 березня 1814 року союзні армії на чолі з імператором Олександром I вступили до Парижа. «Я не пам'ятаю прекраснішої миті у моєму житті, — казав Леопольд, — ніж та, коли входив переможцем до цього міста, де так жалюгідно існував». Бурбони прийняли Леопольда з великою люб'язністю. Він з'являвся на прийомах Талейрана і маршала Нея. Камергери й міністри, які деколи відмовляли йому в протекції, тепер шукали знайомства з ним, здивовані дружнім ставленням, що виявляв до нього російський імператор.
У середині червня 1815 року велика княгиня Катерина Павлівна (сестра Олександра I) відрекомендувала Леопольда принцесі Шарлотті, дочці принца Уельського, старшого сина короля Георга III, який був регентом при божевільному батькові. Леопольд і Шарлотта сподобались одне одному. 1816 року Леопольд оселився в Англії, був офіційно відрекомендований королеві, принцесам і своїй нареченій. Упродовж двох тижнів він отримав 50 тисяч фунтів, став членом палати лордів і генералом британської армії. Регент урочисто повідомив Таємній раді, що його дочка виходить заміж з любові. Але з помсти за непокору регент оголосив, що збирається надати її чоловіку титул герцога Кендал, за назвою крихітного маєтку; раніше цей титул мала німецька коханка Георга I. Однак надання титулу не відбулось через передчасну смерть принцеси Шарлотти, яка померла 7 листопада 1817 року від ускладнень при пологах. Її син народився мертвим. Леопольд був глибоко засмучений втратою дружини й дитини та надалі назвав Шарлоттою доньку від другого шлюбу, майбутню імператрицю Мексики.
Інший син короля Георга, герцог Кентський, одружився з Вікторією Саксен-Кобурзькою, вдовою княгинею Лейнінгенською, сестрою Леопольда. У герцога й герцогині Кентських 24 травня 1819 року в Кенсінгтонському палаці народилась дівчинка, яка згодом стала королевою Вікторією. Леопольд 11 років був опікуном своєї племінниці, перебував з нею у постійному листуванні, надавав їй політичні поради, вона ніжно називала його «мій другий батько».

## Король бельгійців Леопольд I
1830 року його запросив на престол народ Греції, який чекав на створення свого королівства, що відбулося зрештою 1832 року. Леопольд відмовився, і греки тоді обрали Оттона I. А в серпні — вересні 1830 року відбулася революція в Бельгії, в результаті якої виникла незалежна держава, що відокремилась від Нідерландів. Національний конгрес 22 листопада проголосував за конституційну монархію й 4 червня 1831 року обрав Леопольда Саксен-Кобурзького бельгійським королем більшістю в 137 голосів проти 48.
Король Леопольд I 21 липня 1831 року урочисто в'їхав на білому коні до столиці свого королівства — Брюсселя та склав присягу на вірність бельгійському народу й конституції. Цей день відтоді вважається одним з головних національних свят.
У розпалі суперечок щодо кандидатури на бельгійський трон Леопольду натякнули, що він неодмінно має одружитись із дочкою французького короля Луї Філіпа Луїзою Марією, яка була на 22 роки молодшою за Леопольда. Французький кабінет в цьому союзі вбачав єдиний засіб нейтралізувати сильний англійський вплив, який відчував майбутній король бельгійців. 9 квітня 1835 року народився спадковий принц Леопольд Луї Філіп Марі Віктор, який став надалі бельгійським королем Леопольдом II. Бельгійська королева Луїза Марія померла від туберкульозу легенів у віці 38 років 11 жовтня 1850 року. Леопольд пережив її на 15 років, спадковий принц Леопольд вступив у свої права 17 грудня 1865 року.

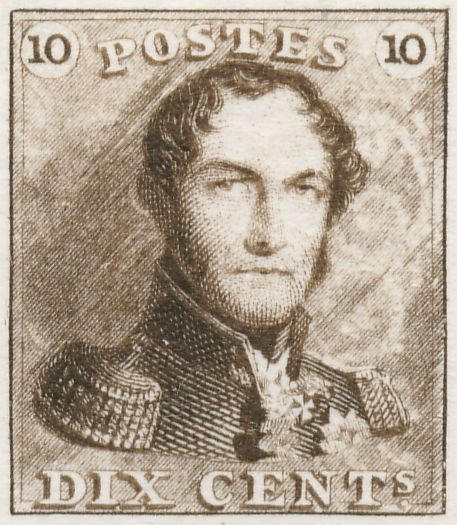
Перша бельгійська поштова марка вартістю 10 сантимів 1849 року із зображенням Леопольда I.

## Шлюби
У травні 1816 року Леопольд одружився з Шарлоттою Уельською (1796–1817), дочкою принца-регента, майбутнього короля Великої Британії Георга IV. Вона померла під час пологів разом з дитиною.
У серпні 1832 року, король одружився вдруге з Луїзою Орлеанською (1812–1850), донькою короля Франції Луї-Філіпа I.
Діти:
- Луї-Філіпп (1833–1834);
- Леопольд (1835–1909), наступний король Бельгії Леопольд II;
- Філіп (1837–1905), граф Фландрський;
- Шарлотта (1840–1927), вийшла заміж за майбутнього імператора Мексики Максиміліана I.